# Live Wires
Pour plus de détails, voir Fiche technique et Distribution.
Live Wires est un film américain réalisé par Edward Sedgwick, sorti en 1921.

## Synopsis
Bob Harding, un étudiant, est amoureux de Rena Austin. Alors qu'il se prépare à jouer un important match de football, il reçoit un mot lui annonçant que son père est mort. Une fois rentré chez lui, il apprend que son père n'a rien laissé pour payer l'université et, alors qu'il est en train de chercher du travail, sa mère est victime d'escrocs qui lui font signer une option sur ses biens. Il sera finalement aidé par un vagabond, qui s'avère être le père depuis longtemps disparu de Rena. Après diverses péripéties, il arrivera à temps sur le terrain pour mener son équipe à la victoire. 

## Fiche technique
- Titre original : Live Wires
- Réalisation : Edward Sedgwick
- Scénario : Jack Strumwasser (en)
- Photographie : Victor Milner
- Production : William Fox
- Société de production : Fox Film Corporation
- Société de distribution : Fox Film Corporation
- Pays d'origine :  États-Unis
- Langue originale : anglais
- Format : noir et blanc — 35 mm — 1,37:1 — Film muet
- Genre : drame
- Durée : 5 bobines
- Date de sortie :
  - États-Unis : 17 juillet 1921
- Licence : Domaine public

## Distribution
- Johnnie Walker : Bob Harding
- Edna Murphy : Rena Austin
- Alberta Lee : Mme Harding
- Frank Clark : James Harding
- Robert Klein : Slade
- Hayward Mack : James Flannery
- Wilbur Higby : Austin
- Lefty James : l'entraîneur